# یواس‌اس تیلمن (دی‌دی-۶۴۱)
یواس‌اس تیلمن (دی‌دی-۶۴۱) (به انگلیسی: USS Tillman (DD-641)) یک کشتی بود که طول آن ۳۴۸ فوت ۳ اینچ (۱۰۶٫۱۵ متر) بود. این کشتی در سال ۱۹۴۱ ساخته شد.